# Edward Mangasar
Edward Mangasar (persisch ادوارد منگاسار; * 6. Januar 1978) ist ein ehemaliger iranischer Sprinter, der sich auf den 400-Meter-Lauf spezialisiert hat. Seinen größten Erfolg feierte er mit dem Sieg in der 4-mal-400-Meter-Staffel bei den Hallenasienmeisterschaften 2004 in Teheran.

## Sportliche Laufbahn
Erste Erfahrungen bei internationalen Meisterschaften sammelte Edward Mangasar vermutlich im Jahr 2004, als er bei den erstmals ausgetragenen Hallenasienmeisterschaften in Teheran in 48,76 s die Silbermedaille über 400 Meter hinter seinem Landsmann Mohammad Akefian gewann und sich mit der iranischen 4-mal-400-Meter-Staffel in 3:16,99 min gemeinsam mit Iraj Iri, Akefian und Esmail Kaboutaran die Goldmedaille sicherte. 2010 gewann er bei den Westasienmeisterschaften in Aleppo in 3:07,87 min die Bronzemedaille im Staffelbewerb hinter den Teams aus Saudi-Arabien und dem Irak und wurde anschließend bei den Asienspielen in Guangzhou im Vorlauf disqualifiziert. Im September 2012 bestritt er seinen letzten offiziellen Wettkampf und beendete daraufhin seine aktive sportliche Karriere im Alter von 34 Jahren.
2005 wurde Akefian iranischer Meister im 400-Meter-Lauf.

## Persönliche Bestzeiten
- 400 Meter: 47,00 s, 16. Juni 2010 in Teheran
  - 400 Meter (Halle): 48,51 s, 20. Januar 2012 in Teheran